# Schlickerseespitze
Schlickerseespitze är en bergstopp i Österrike.   Den ligger i distriktet Innsbruck-Land och förbundslandet Tyrolen, i den västra delen av landet, 400 km väster om huvudstaden Wien. Toppen på Schlickerseespitze är 2 347 meter över havet.
Terrängen runt Schlickerseespitze är huvudsakligen bergig, men den allra närmaste omgivningen är kuperad. Runt Schlickerseespitze är det ganska tätbefolkat, med 80 invånare per kvadratkilometer.. Närmaste större samhälle är Innsbruck, 15,8 km nordost om Schlickerseespitze. 
I omgivningarna runt Schlickerseespitze växer i huvudsak barrskog.